# Élections législatives de 1993 dans le Lot
Les élections législatives françaises de 1993  se déroulent les 21 et 28 mars 1993. Dans le département du Lot, deux députés sont à élire dans le cadre de deux circonscriptions.

## Élus
| Circonscription | Député sortant                                  | Parti | Parti | Député élu ou réélu | Parti | Parti |
| --------------- | ----------------------------------------------- | ----- | ----- | ------------------- | ----- | ----- |
| 1re             | Bernard Charles                                 |       | MRG   | Bernard Charles     |       | MRG   |
| 2e              | Marie-Claude Malaval suppléante de Martin Malvy |       | PS    | Martin Malvy        |       | PS    |

## Positionnement des partis
Les candidats d'alliance RPR-UDF et divers droite se présentent sous la bannière de l'Union pour la France et ceux du Parti socialiste derrière l'Alliance des Français pour le Progrès. Par ailleurs, Les Verts et Génération écologie s'unissent sous l'étiquette Entente des écologistes.

## Résultats

### Résultats à l'échelle du département
| Parti          | Parti                                 | Premier tour | Premier tour | Second tour | Second tour | Sièges |
| Parti          | Parti                                 | Voix         | %            | Voix        | %           | Sièges |
| -------------- | ------------------------------------- | ------------ | ------------ | ----------- | ----------- | ------ |
|                | Rassemblement pour la République      | 17 386       | 19,78        | 21 643      | 23,23       | 0      |
|                | Union pour la démocratie française    | 10 132       | 11,53        | 22 949      | 24,64       | 0      |
|                | Divers droite                         | 9 761        | 11,11        | Retrait     | Retrait     | 0      |
|                | Union pour la France                  | 37 279       | 42,42        | 44 592      | 47,87       | 0      |
|                |                                       |              |              |             |             |        |
|                | Parti socialiste                      | 15 858       | 18,04        | 25 209      | 27,06       | 1      |
|                | Mouvement des radicaux de gauche      | 13 635       | 15,51        | 23 353      | 25,07       | 1      |
|                | Alliance des Français pour le progrès | 29 493       | 33,56        | 48 562      | 52,13       | 2      |
|                |                                       |              |              |             |             |        |
|                | Les Verts                             | 3 087        | 3,51         |             |             | 0      |
|                | Génération écologie                   | 2 305        | 2,62         | 0           |             |        |
|                | Entente des écologistes               | 5 392        | 6,14         |             |             | 0      |
|                |                                       |              |              |             |             |        |
|                | Parti communiste français             | 6 699        | 7,62         |             |             | 0      |
|                | Front national                        | 4 752        | 5,41         | 0           |             |        |
|                | Divers écologiste dont LT-LNÉ         | 2 828        | 3,22         | 0           |             |        |
|                | Extrême gauche dont LO                | 587          | 0,67         | 0           |             |        |
|                | Divers dont PLN                       | 854          | 0,97         | 0           |             |        |
|                |                                       |              |              |             |             |        |
| Inscrits       | Inscrits                              | 123 760      | 100,00       | 123 760     | 100,00      | 2      |
| Abstentions    | Abstentions                           | 29 945       | 24,2         | 24 536      | 19,83       |        |
| Votants        | Votants                               | 93 815       | 75,8         | 99 224      | 80,17       |        |
| Blancs et nuls | Blancs et nuls                        | 5 931        | 6,32         | 6 070       | 6,12        |        |
| Exprimés       | Exprimés                              | 87 884       | 93,68        | 93 154      | 93,88       |        |

### Résultats par circonscription

#### Première circonscription (Cahors)
| Candidat       | Candidat                      | Parti          | Premier tour | Premier tour | Second tour | Second tour |  |
| Candidat       | Candidat                      | Parti          | Voix         | %            | Voix        | %           |  |
| -------------- | ----------------------------- | -------------- | ------------ | ------------ | ----------- | ----------- |  |
|                | Bernard Charles sortant réélu | MRG (ADFP)     | 13 635       | 31,57        | 23 353      | 50,44       |  |
|                | Pierre Mas                    | UDF (CDS)      | 10 132       | 23,46        | 22 949      | 49,56       |  |
|                | Roland Hureaux                | RPR            | 6 430        | 14,89        |             |             |  |
|                | Gérard Iragnes                | PCF            | 3 850        | 8,91         |             |             |  |
|                | Antoine Soto                  | Les Verts (EÉ) | 3 087        | 7,15         |             |             |  |
|                | François-Charles de Lavedan   | FN             | 2 846        | 6,59         |             |             |  |
|                | Jean-Pierre Cortvriendt       | UDI            | 1 104        | 2,56         |             |             |  |
|                | Alain Bacou                   | UÉD            | 938          | 2,17         |             |             |  |
|                | Claudine Berger               | LT-LNÉ         | 934          | 2,16         |             |             |  |
|                | Françoise Grillot             | PLN            | 237          | 0,55         |             |             |  |
|                |                               |                |              |              |             |             |  |
| Inscrits       | Inscrits                      | Inscrits       | 62 473       | 100,00       | 62 473      | 100,00      |  |
| Abstentions    | Abstentions                   | Abstentions    | 15 903       | 25,46        | 12 708      | 20,34       |  |
| Votants        | Votants                       | Votants        | 46 570       | 74,54        | 49 765      | 79,66       |  |
| Blancs et nuls | Blancs et nuls                | Blancs et nuls | 3 377        | 7,25         | 3 463       | 6,96        |  |
| Exprimés       | Exprimés                      | Exprimés       | 43 193       | 92,75        | 46 302      | 93,04       |  |

#### Deuxième circonscription (Figeac)
| Candidat       | Candidat                   | Parti          | Premier tour | Premier tour | Second tour | Second tour |  |
| Candidat       | Candidat                   | Parti          | Voix         | %            | Voix        | %           |  |
| -------------- | -------------------------- | -------------- | ------------ | ------------ | ----------- | ----------- |  |
|                | Martin Malvy sortant réélu | PS (ADFP)      | 15 858       | 35,48        | 25 209      | 53,81       |  |
|                | Alain Chastagnol           | RPR (UPF)      | 10 956       | 24,52        | 21 643      | 46,19       |  |
|                | Serge Juskiewenski         | Divers droite  | 8 657        | 19,37        | Retrait     | Retrait     |  |
|                | Jean-Claude Bouzou         | PCF            | 2 849        | 6,37         |             |             |  |
|                | Guy Maynard                | GÉ (EÉ)        | 2 305        | 5,16         |             |             |  |
|                | Jacques Tauran             | FN             | 1 906        | 4,26         |             |             |  |
|                | Monique Ferrie             | LT-LNÉ         | 956          | 2,14         |             |             |  |
|                | Jean Marc Isnard           | LO             | 587          | 1,31         |             |             |  |
|                | Roger Lluis                | PLN            | 484          | 1,08         |             |             |  |
|                | Serge Grillot              | Divers         | 133          | 0,3          |             |             |  |
|                |                            |                |              |              |             |             |  |
| Inscrits       | Inscrits                   | Inscrits       | 61 287       | 100,00       | 61 287      | 100,00      |  |
| Abstentions    | Abstentions                | Abstentions    | 14 042       | 22,91        | 11 828      | 19,3        |  |
| Votants        | Votants                    | Votants        | 47 245       | 77,09        | 49 459      | 80,7        |  |
| Blancs et nuls | Blancs et nuls             | Blancs et nuls | 2 554        | 5,41         | 2 607       | 5,27        |  |
| Exprimés       | Exprimés                   | Exprimés       | 44 691       | 94,59        | 46 852      | 94,73       |  |